# Tino Hanekamp
Tino Hanekamp (* 1979 in Wippra, Stadt Sangerhausen) ist ein deutscher Journalist, Schriftsteller und Clubbesitzer. 

## Biografie
Hanekamp arbeitete als Musikredakteur und gründete in Hamburg den Musikclub „Weltbühne“ im Nobistorgebäude, der 2005 geschlossen wurde. Er ist Mitbegründer und Programmdirektor des Hamburger Clubs Uebel & Gefährlich. 2011 veröffentlichte er seinen Debütroman So was von da.

## Werke

### Bücher
- So was von da. Kiepenheuer & Witsch, Köln 2011 ISBN 978-3-462-04288-7[3]
- Nick Cave. (KiWi Musikbibliothek, Band 3) Kiepenheuer & Witsch, Köln 2019 ISBN 978-3-462-05323-4

### Hörspiel
- So was von da. NDR/WDR/SWR 2014

### Hörbuch
- So was von da, gelesen von Florian von Manteuffel, Der Audio Verlag (DAV), Berlin, 2011, ISBN 978-3-86231-052-4 (Lesung, 5 CDs, 435 Min.)